# Melinda mingshanna
Melinda mingshanna este o specie de muște din genul Melinda, familia Calliphoridae, descrisă de Feng în anul 2003. Conform Catalogue of Life specia Melinda mingshanna nu are subspecii cunoscute.